# Ronnie Polgar
Ronnie Polgar Gegerfeldt, född 1982 i Ankarsrum i Sverige, är en svensk/ungersk bandyspelare. Han spelar i Ungerns bandylandslag, senast i världsmästerskapet i bandy för herrar 2011 i Ryssland då han blev en av nationens bästa spelare med sju mål och tre assist på tre matcher. Polgars moderklubb är Tjust BF, där har han också spelat i nästan hela sin karriär, förutom 2000-2003 då han spelade i BK Jönköping.
Han är en forward som kännetecknas för sitt spelsinne och ett bra avslut.